# Танцы со звёздами (Австралия)
«Танцы со звездами» — развлекательное телешоу, стартовавшее на телеканале «Seven Network» 5 октября 2004 года. Австралийская версия версия английской программы канала BBC «Strictly Come Dancing».
В шоу участвуют пары, каждая из которых состоит из профессионального танцора и звезды телеэкрана, кинематографа, театра и тому подобное. После очередного выпуска телешоу начинается голосование телезрителей — телефонными звонками либо посылкой SMS-сообщений. Оценка публики суммируется с оценкой профессионалов. Пара, которая набрала наименьшее количество баллов, покидает шоу. В финальной передаче сезона определяется победитель.

## История

### 2004—2015
Первый сезон шоу длился с октября по ноябрь 2004 года, затем передача вернулась в феврале следующего года.
Шоу имело хорошие рейтинги, в среднем около 2 миллионов зрителей по всей стране.
Программа оборвалась после 15 сезона. В «Seven Network» объявили в октябре 2016 года, что нового сезона не будет.

### 2019—2020
В сентябре 2018 года телеканал «Network 10» объявил, что передача будет возрождена. Премьера нового сезона состоялась 18 февраля 2019 года.
В октябре 2020 года было объявлено, что нового сезона в 2021 году не будет.

### 2021-настоящее время
В декабре 2020 года было объявлено, что программа вернётся на «Seven Network». Премьера 18 сезона состоялась 11 апреля 2021 года.

## Ведущие
С 1 по 7 и в 18 сезоне ведущими были Дэрил Сомерс и Соня Крюгер. В 8 сезоне Сомерс был заменен актером Дэниелом Макферсоном. Крюгер продолжала вести вместе с Макферсон до 12 сезона. Впоследствии Крюгер была заменена бывшей «Spice Girl» Мелани Браун. В 2013 году Браун сменила Эдвина Варфоломей. В 2015 году Шейн Борн заменил Дэниела Макферсона в качестве соведущего.
16-й сезон вели Гранта Дениера и Аманда Келлер.